# Linton (Derbyshire)
Pour les articles homonymes, voir Linton.
Linton est une paroisse civile et un village du Derbyshire, en Angleterre.